# Bernard Fox
Bernard Fox, pseudonimo di Bernard Lawson (Port Talbot, 11 maggio 1927 – Los Angeles, 14 dicembre 2016), è stato un attore britannico.
Da ricordare la sua partecipazione a due film dedicati al Naufragio del RMS Titanic: in Titanic, latitudine 41 nord (1958) interpretò il ruolo della vedetta Frederick Fleet, mentre in Titanic (1997) ebbe la parte del facoltoso colonnello Archibald Gracie IV.
Ha interpretato il Dott. Bombay, l'eccentrico medico del mondo magico di Vita da strega (1966-1972).
Nel 2004 decise di interrompere l'attività di attore, probabilmente per motivi di salute. È morto ad 89 anni nel 2016 e, dopo i funerali, il suo corpo venne cremato. Era sposato dal 1961 con la moglie Jacqueline ed aveva due figli.

## Filmografia parziale

### Cinema
- Obiettivo Butterfly (The Safecracker), regia di Ray Milland (1957)
- Titanic, latitudine 41 nord (A Night to Remember), regia di Roy Ward Baker (1958)
- Il giorno più lungo (The Longest Day), regia di Ken Annakin, Andrew Marton, Gerd Oswald, Bernhard Wicki e Darryl F. Zanuck (1962)
- Strani compagni di letto (Strange Bedfellows), regia di Melvin Frank (1965)
- La dolce vita... non piace ai mostri (Munster, Go Home!), regia di Earl Bellamy (1966)
- La cortina di bambù (The Bamboo Saucer), regia di Frank Telford (1968)
- Herbie al rally di Montecarlo (Herby Goes to Montecarlo), regia di Vincent McEveety (1977)
- Barbagialla, il terrore dei sette mari e mezzo (Yellowbeard), regia di Mel Damski (1983)
- Titanic, regia di James Cameron (1997)
- La mummia (The Mummy), regia di Stephen Sommers (1999)

### Televisione
- Ensign O'Toole – serie TV, episodio 1x17 (1963)
- La grande avventura (The Great Adventure) – serie TV, episodio 1x11 (1963)
- Perry Mason – serie TV, episodio 9x01 (1965)
- La legge di Burke (Burke's Law) – serie TV, episodio 3x09 (1965)
- Le spie (I Spy) – serie TV, episodio 1x03 (1965)
- Gli eroi di Hogan (Hogan's Heroes) – serie TV, 8 episodi (1965-1970)
- Agenzia U.N.C.L.E. (The Girl from U.N.C.L.E.) – serie TV, episodio 1x03 (1966)
- Vita da strega (Bewitched) – serie TV, 19 episodi (1966-1972)
- ABC Stage 67 – serie TV, episodio 1x25 (1967)
- Selvaggio west (The Wild Wild West) – serie TV, episodio 4x15 (1969)
- Colombo (Columbo) – serie TV, episodi 2x04-4x04 (1972-1975)
- Il sogno di Tahiti (Gauguin the Savage), regia di Fielder Cook – film TV (1980)
- I Jefferson (The Jeffersons) – serie TV, 2 episodi (1982)
- Supercar (Knight Rider) – serie TV, episodio 2x08 (1983)
- La signora in giallo (Murder, She Wrote) – serie TV, episodio 3x04 (1986)

### Doppiaggio
- Le avventure di Bianca e Bernie (1977)
- Bianca e Bernie nella terra dei canguri (1990)

## Doppiatori italiani
Nelle versioni in italiano delle opere in cui ha recitato, Bernard Fox è stato doppiato da:
- Cesare Barbetti in Obiettivo Butterfly
- Checco Durante in Il giorno più lungo
- Gianni Bonagura in Vita da strega
- Giorgio Piazza in Herbie al rally di Montecarlo
- Pietro Ubaldi ne I Jefferson
- Giorgio Lopez ne La signora in giallo
- Renato Cortesi in Titanic
- Carlo Sabatini ne La mummia

Da doppiatore è sostituito da:
- Alberto Lionello ne Le avventure di Bianca e Bernie
- Gianfranco Bellini e Armando Bandini in Bianca e Bernie nella terra dei canguri